# Joseph Schillinger
Joseph Moisiejewicz Schillinger (ros. Иосиф Моисеевич Шиллингер; ur. 19 sierpnia?/31 sierpnia 1895 w Charkowie, zm. 23 marca 1943 w Nowym Jorku) – amerykański kompozytor i teoretyk muzyki pochodzenia żydowskiego.

## Życiorys
Studiował w latach 1914–1918 w Konserwatorium Petersburskim u Wasilija Kałafatiego, Nikołaja Czeriepnina i Jāzepsa Vītolsa. W latach 1918–1922 był wykładowcą kompozycji w akademii muzycznej w Charkowie, od 1920 do 1921 roku dyrygował Ukraińską Orkiestrą Symfoniczną. W 1922 roku wyjechał do Leningradu, gdzie założył pierwszą w Rosji orkiestrę jazzową. W 1928 roku wyemigrował do Stanów Zjednoczonych, w 1936 roku przyznano mu obywatelstwo amerykańskie. Działał w Nowym Jorku jako wykładowca New School for Social Research, New York University oraz Columbia University Teachers College, udzielał też prywatnie lekcji muzyki. Do grona jego uczniów należeli Tommy Dorsey, Vernon Duke, George Gershwin, Benny Goodman, Oscar Levant i Glenn Miller.
Jego żona Frances opublikowała wspomnienia o mężu pt. Joseph Schillinger: A Memoir (Nowy Jork 1949).

## Twórczość
Pod wpływem zetknięcia się w Stanach Zjednoczonych z Lwem Termenem zaczął pisać kompozycje przeznaczone na instrumenty elektroniczne: theremin i rhythmicon. Specjalnie dla nich opracował własny system notacji muzycznej, składający się z figur geometrycznych, diagramów i wzorów algebraicznych.
Był autorem prac Kaleidophone: New Resources of Melody and Harmony (Nowy Jork 1940), The Schillinger System of Musical Composition (red. Lyle Dowling i Arnold Shaw, Nowy Jork 1941), The Mathematical Basis of the Arts (Nowy Jork 1948) i Encyclopedia of Rhythm (Nowy Jork 1966).

## Wybrane kompozycje
(na podstawie materiałów źródłowych)

### Utwory orkiestrowe
- March of the Orient (1926)
- Rapsodia symfoniczna „Październik” (1927)
- Airphonic Suite na theremin i orkiestrę (1929)
- North Russian Symphony (1930)

### Utwory kameralne
- Sonata na wiolonczelę i fortepian (1918)
- Sonata na skrzypce i fortepian (1922)

### Utwory fortepianowe
- Excentriade Suite (1924)
- Sonata-rapsodia (1925)

### Utwory wokalno-instrumentalne
- Orientalia na głos i fortepian (1921)
- Pieśń rosyjska na 2 głosy i fortepian (1924)
- Bury, Bury Me, Wind na głos, theremin i fortepian (1930)

### Balety
- The People and the Prophet (1931)